# Altiplano de Roraima
O Altiplano de Roraima é uma formação do relevo venezuelano, localizada na fronteira do Brasil e da Guiana. Sua altitude média é de 2773 m.